# Nadeschda Georgijewna Babkina

Nadeschda Georgijewna Babkina bei ihrem Jubiläumskonzert 2020

Nadeschda Georgijewna Babkina (russisch Надежда Георгиевна Бабкина; * 19. März 1950 in der Siedlung Petropawlowka (seit 1959 Teil der Stadt Achtubinsk)) ist eine sowjetische bzw. russische Altistin und Chorleiterin.

## Leben
Babkinas Vater war der erbliche Wolgakosake Georgi Iwanowitsch Babkin (1916–1990), der führende Positionen in Unternehmen und Wirtschaftsorganisationen im Bezirk Astrachan innehatte, sang und verschiedene Instrumente spielte. Im Deutsch-Sowjetischen Krieg war er Panzerfahrer. Ihre Mutter war die Grundschullehrerin Tamara Alexandrowna Babkina geborene Tschistjakowa (1925–2008), deren Familie vor der Oktoberrevolution eine Manufaktur in Moskau besaß.
Babkina sang schon früh und gewann als Schülerin der 10. Mittelschulklasse den Allrussischen Jugendwettbewerb für russische Volksmusik. Nach dem Mittelschulabschluss 1967 studierte sie an der Musikschule Astrachan mit Abschluss 1971.
Darauf begann Babkina in Moskau 1971 das Studium am Gnessin-Musikpädagogik-Institut in der Chorleitung-Fakultät. Das Studium in der Fachrichtung Volkschorleitung schloss sie 1976 ab und in der Fachrichtung Solovolksgesang 1983.
Bereits 1974 hatte Babkina das Vokalensemble Russkaja Pesnja (Russisches Lied) mit sechs jungen Frauen gegründet. Ihre ersten Konzerte in Werkhallen in Dörfern und kleinen Städten hatten nur ein geringes Publikum. Ihr erster Erfolg war der Auftritt bei dem Allrussischen Wettbewerb des sowjetischen Lieds in Sotschi 1976. Bald kamen drei Männer hinzu. Aufgeführt wurden mehr als 100 Bearbeitungen russischer Volkslieder, von denen manche zu Schlagern wurden. Die Ensemble-Zusammensetzung änderte sich wiederholt, aber Tatjana Sawanowa war von Anfang an dabei.
An dem nach Lunatscharski benannten Moskauer Staatlichen Institut für Theaterkunst (GITIS) absolvierte Babkina 1985–1986 in der Fakultät für Estrada- und Massenvorstellungsregie die Höheren Theaterkurse. Seitdem inszenierte sie selbst ihre Aufführungen. Im Juli 1987 trat sie mit ihrem Ensemble beim Konzert-Treffen in Ismailowo zusammen mit James Taylor, Bonnie Raitt, Wladimir Presnjakow, The Doobie Brothers, Aftograf, Schanna Bitschewskaja und Santana auf. Als Solistin debütierte sie 1991 mit Erfolg auf dem internationalen Musikfestival Slawjanski Basar in Witebsk. Am GITIS ist sie künstlerische Leiterin des Ateliers und Professorin des Lehrstuhls für Estrada-Kunst.
Ausgehend von Babkinas Ensemble entstand 1989 das Moskauer Staatliche Folklore-Zentrum Russkaja Pesnja. Im April 1994 wurde das Zentrum eine eigenständige Organisation, zu der eine Band mit sechs Musikern gehörte. Sie verteidigte 1996 an der Internationalen Akademie der Wissenschaften der Gemeinschaft Unabhängiger Staaten in Moskau ihre Doktor-Dissertation über Probleme der Behandlung russischer Volkslieder mit Erfolg für die Promotion zur Doktorin der Kunstwissenschaften. Im September 2000 wurde das Zentrum mit Erweiterung des Aufgabenbereichs in das staatlich finanzierte Moskauer Folkore-Musiktheater Russkaja Pesnja unter der künstlerischen Leitung Babkinas umgewandelt.
Seit 2002 ist Babkina Mitglied der Partei Einiges Russland. In dem in der Zeitung Komsomolez Estonija im Juni 2008 veröffentlichten Interview befürwortete sie die Verlegung des Denkmals für die gefallenen sowjetischen Soldaten des Deutsch-Sowjetischen Kriegs aus dem Zentrum Tallinns auf einen Militärfriedhof und forderte die russischen Bürger auf, nicht dagegen zu protestieren. Sie unterschrieb 2010 einen Brief an den Präsidenten Medwedow gegen die öffentliche Kampagne gegen den Moskauer Bürgermeister Juri Luschkow. Im Januar 2012 trat sie in Jekaterinburg auf einer Versammlung zur Unterstützung Putins auf. Im Februar 2012 wurde sie als Vertrauensperson des Präsidentschaftskandidaten Putin registriert. Im März 2014 unterschrieb sie den Brief an Putin zur Unterstützung der Annexion der Krim. Bei der Wahl der Moskauer Stadtduma 2014 wurde sie als Kandidatin von Einiges Russland im Wahlkreis 6 zur Abgeordneten der Moskauer Stadtduma der VI. Einberufung gewählt. Sie erreichte die Eröffnung von Kindermustikstudios in den Schulen. Im Mai 2017 untersagte ihr der Sicherheitsdienst der Ukraine (SBU) die Einreise in die Ukraine, weil sie auf der annektierten Krim auftrat und die Krimannexion unterstützte. Sie kam auf die Sanktionslisten der Ukraine (19. Oktober 2022), Kanadas (3. Februar 2023) und Lettlands (17. März 2023). Sie beteiligte sich an der Aufzeichnung des den Helden des Deutsch-Sowjetischen Kriegs gewidmeten Lieds Wstanjom (Wir stehen auf) des sanktionierten Liedermachers Shaman.
In 1. Ehe (1974–1991) war Babkina mit dem Paukisten Wladimir Jewgenjewitsch Sassedatelew (1947–2012) verheiratet. Ihr Sohn Danil Babkin (* 1975, bis 2019 Sassedatelew) ist Jurist und Glöckner einer Moskauer Kirche. Ihren inoffiziellen 2. Mann Jewgeni Alexandrowitsch Gorschetschkow (* 1980, Pseudonym Gor, Sänger, Geschäftsmann, Philologe, Absolvent des Gnessin-Instituts) hatte sie 2003 bei einem Wettbewerb in Saratow kennengelernt, bei dem sie Jurymitglied war.

## Ehrungen, Preise
- Komsomol-Preis (1978)
- Verdiente Künstlerin der RSFSR (1986)
- Volkskünstlerin der RSFSR (1992)[15]
- Preis des Innenministeriums der Russischen Föderation im Bereich Literatur und Kunst (1998)
- Orden der Ehre (1999)[16]
- Orden der Freundschaft (2005)[17]
- Sankt-Stanislaus-Orden (2006)
- Orden Francysk Skarynas der Republik Belarus (2006)[18]
- Volkskünstlerin der Republik Karelien (2007)
- Verdienstorden für das Vaterland IV. Klasse (2010),[19] III. Klasse (2016),[20] II. Klasse (2022)[21]
- Volkskünstlerin der Republik Tschetschenien (2010)
- Volkskünstlerin der Republik Inguschetien (2012)
- Ehrenbürgerin der Oblast Kemerowo (2015)[5]
- Ehrenabzeichen des Ordens der Märtyrerin Großfürstin Jelisaweta Fjodorowna der Kaiserlichen Orthodoxen Palästina-Gesellschaft (2015)
- Preis der Regierung der Russischen Föderation 2018 im Bereich Kultur (28. Januar 2019 für die Gründung des Musiktheaters Russkaja Pesnja)[22]

Der Asteroid (10684) Babkina war 1980 von Ljudmyla Schurawlowa nach Babkina benannt worden.